# 산마르코 공화국
산마르코 공화국(이탈리아어: Repubblica di San Marco) 또는 베네치아 공화국(베네토어: Repùblega Vèneta)은 1848년부터 1849년까지 약 17개월 동안 존재했던 이탈리아 혁명국 중 하나이다. 베네치아시와 베네치아 석호 일대를 기반으로 삼고, 프랑스 혁명 전쟁으로 소멸된 옛 베네치아 공화국의 본토, 즉 베네토 지방 대부분 지역으로 영토를 장악해 나갔다.
합스부르크가가 통치하는 오스트리아 제국으로부터 독립을 선언한 후 사르데냐 왕국에 편입되어, 사르데냐의 주도 아래 외세(오스트리아와 프랑스)의 지배에 맞서 북이탈리아를 통일하고자 하였다. 하지만 뒤이어 발발한 제1차 이탈리아 독립 전쟁은 사르데냐의 패배로 끝났고, 오스트리아군은 긴 포위전 끝에 1849년 8월 28일 산마르코 공화국을 재정복했다.

## 역사

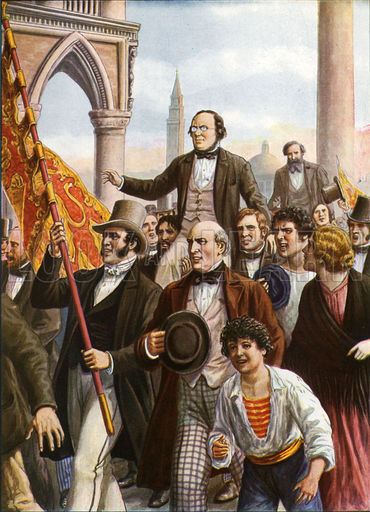
1848년 3월 18일 감옥에서 풀려난 다니엘레 마닌과 니콜로 토마세오

### 배경
1100여년 동안 독자적인 해양 공화국을 유지하며 오랜 기간 동안 지중해의 해양제국으로 군림해 왔던 베네치아 공화국은 1797년 프랑스의 나폴레옹에 항복하면서 멸망하고, 몇 달 후에는 캄포포르미오 조약에 따라 합스부르크가 오스트리아 제국의 베네디크주로 편입되었다. 1815년 빈 회의에서도 베네치아 일대의 오스트리아 편입이 재확인되었고, 베네치아는 오스트리아 제국 내 롬바르디아 베네치아 왕국의 일부가 되었다.
오스트리아는 베네치아 지역의 자치권 부여에 대한 지역민과의 협의가 불가능하다는 것을 깨닫고 지역의 수익과 자원 착취에 나섰는데, 그 중에서도 특히 트리에스테를 오스트리아 제국의 대표 항구로서 크게 활용하였다. 베네치아 공화국을 합병한 이래 50여년 동안 오스트리아가  착취한 지역 자본은 지역에 투자한 예산보다 약 4,500만 리라가 더 많은 것으로 집계됐다. 또 관료주의가 팽배했던 오스트리아 정부는 베네치아의 기업인들에게 신용보장을 제대로 해주지 않으면서 베네치아의 자본이 잠식당하는 결과를 낳았다. 베네치아 지역의 지식인과 상공업자, 은행가, 상인, 본토의 농민들은 비폭력적 수단으로나마 정치적 변화와 경제적 기회를 갈망하였으나 이 역시 1840년대 말에 이르러서는 한계에 달하던 시점이었다.
1848년 3월 오스트리아령 밀라노에서 국가전매 실시에 대한 지역민들의 항의가 빚어지자 오스트리아 당국은 경찰력을 동원한 강경 진압에 나섰으나, 이른바 밀라노의 5일이라는 시민봉기로 이어지면서 오스트리아 주둔군이 밀라노시에서 후퇴하는 사건이 벌어졌다. 그로부터 머지않아 오스트리아 제국 수도 빈에서도 혁명이 발생했다는 소식이 베네치아에도 알려졌고, 용기를 얻은 시민들은 오스트리아의 통치에 대항하여 봉기를 일으키게 되었다.

### 봉기와 독립

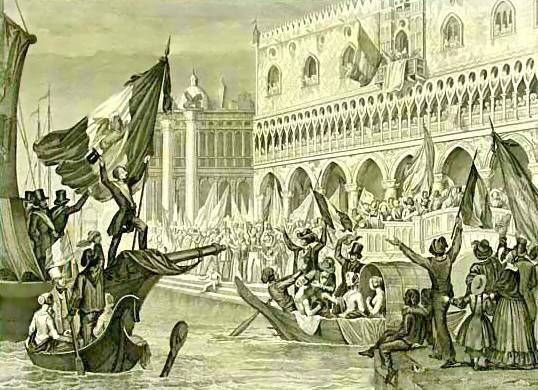
다니엘레 마닌의 산마르코 공화국 선포 (1850년경 석판화)

밀라노와 베네치아는 오스트리아 제국으로부터의 독립을 선언하고 사르데냐-피에몬테 왕국에 편입되었다. 그로부터 며칠 뒤 피에몬테군은 1848년 3월 24일 롬바르디아로 진입했고, 오스트리아 사령관 겸 야전원수인 라데츠키는 밀라노와 베네치아 사이의 요새방어망인 콰드릴라테로 지역으로 후퇴하였다.
1848년 3월 22일 다니엘레 마닌은 '만인의 공익에 힘쓰는 베네치아 시민들'과 함께 오스트리아의 압제에서 벗어날 것을 다짐하며 베네치아 병기창으로 진입하였다. 병기창의 노동자들은 평소 오스트리아 감독관들을 증오했고 오스트리아군에 복무하던 이탈리아인들도 베네치아의 독립을 지지했기 때문에 마닌과 추종자들은 아무런 해를 입지 않고 자유롭게 이동했다. 때맞춰 나섰다고 믿은 마닌은 "산마르코 만세" (Viva San Marco)라는 옛 베네치아 공화국의 표어를 외치며 추종자들을 이끌고 시설을 나섰다. 베네치아 시민들은 오스트리아 관리들이 아닌 이상 옛 공화국이 부활했다는 의미로 받아들였다.
콰드릴라테로 지역에 들어가 있어 오스트리아군이 주둔하던 베로나를 제외한 베네치아 지역의 나머지 도시들, 특히 벨루노, 파도바, 로비고, 트레비소, 우디네, 비첸차에서는 즉시 베네치아 시민들의 편에 섰고, 오스트리아의 통치를 거부하며 마닌을 산마르코 공화국의 대통령으로 승인하였다. 이어 비상사태가 선포되자 마닌에게 독재관의 권한을 부여하였다. 마닌을 지지하는 계층은 중산층이 중심이 되었는데 이는 옛 베네치아 공화국의 주도세력이 상인과 귀족이었던 것에서 영구적인 권력변화가 이루어졌다는 뜻이기도 하였다. 또한 하층민도 부르주아 계층에 대한 엄중한 처벌을 약속받음에 따라 마닌의 집권을 지지하였다. 그러나 마닌은 영구 독립을 이끌 만한 지도자의 자질을 갖추지 못했고, 베네치아는 오스트리아 제국군을 격파할 군사력도 갖추지 못했다.

### 독립 유지
사르데냐 국왕 카를로 알베르토는 사르데냐군을 동원해 밀라노와 이탈리아 북부의 오스트리아 영토를 점령해 나갔다. 교황령, 토스카나 대공국, 양시칠리아 왕국 등 이탈리아 반도의 다른 국가들도 사르데냐의 군사작전을 지지하는 여론이 컸지만, 카를로 알베르토 국왕은 오스트리아군을 내쫓아내기보다는 점령지에서 국민투표를 실시하여 편입할지 여부를 따지기로 결정했다. 산마르코 공화국과 주세페 마치니가 이끄는 밀라노 의용군 등 혁명세력들도 사르데냐 왕국의 행보에 열정적인 지지를 보냈다. 오스트리아는 이들 지역에 대한 지배력 회복에 나섰으나 빈 봉기, 헝가리 혁명, 오스트리아 제국 혁명 등 국내에서의 시위와 봉기를 진압하느라 정신이 없었다. 그러나 라데츠키 원수는 휴전하라는 명령이 내려졌음에도 이를 무시하였다. 오스트리아군이 모든 전선에서 압박을 받는 사이, 이탈리아 반도의 여러 국가들은 각자 분열되어 있었기에 오스트리아군으로서 재정비할 시간과 더불어 제국 내에서 발생한 문제 지역을 처리할 시간을 주게 만든 것도 문제였다.

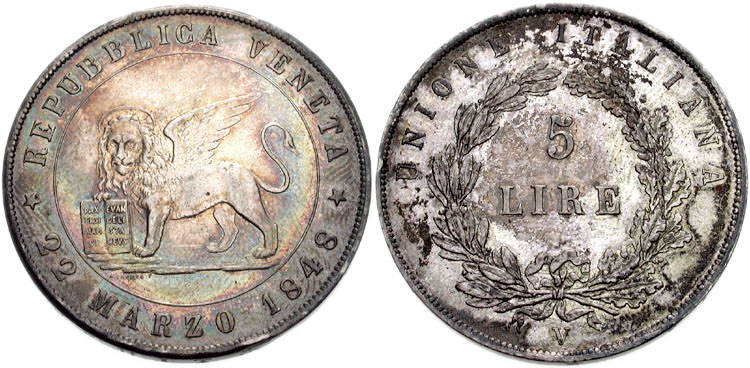
혁명 공화국 시대에 발행된 베네치아 리라의 5리라 주화

베네치아는 군사적인 면에서 몇가지 잘못된 판단을 내렸는데 이것은 마닌 본인의 우유부단한 성격, 지병으로 인한 건강 악화로 결정적 순간에 병상에 누운 것, 그리고 북이탈리아의 불안정한 정치 상황과 맞물려 큰 타격을 주었다. 대표적으로 오스트리아 해군 함대는 옛 베네치아 항구인 폴라에 주둔해 있었지만, 베네치아에 동조하는 세력이 많았음에도 불구하고 함대를 접수하려 하지 않았다. 마찬가지로 베네치아 측이 오스트리아군에 복무중이던 롬바르디아와 베네치아 출신 병사들의 탈영을 유도하고, 좋은 훈련과 단련을 거친 병사들을 영입하여 베네치아군을 보강할 기회가 있었으나 이 또한 실천하지 않았다.
여기에 베네치아 혁명가들은 베네치아시가 있는 베네치아 석호 일대와 베네치아 본토 (테라 페르마)를 실질적인 하나의 공화국으로 통일하지 못했다. 혁명을 통한 개벽으로 새 정권을 향한 대중의 지지를 다소간 얻을 수 있었지만 군 입대로 유도하는 경우는 거의 없었다. 본토인들은 베네치아의 권력을 불신하였는데 이는 혁명가들이 옛 해양 공화국을 표방했기 때문인 것으로 추정된다. 본토인들의 부정적 여론은 약탈과 치안 사태로 이어졌고, 혁명가들이 본토 전역에서 병력을 모집했더라면 피할 수 있었을 사태였다. 또한 중상류층의 대다수는 독립 투쟁을 지지했지만, 본토의 하층민은 대체로 무관심한 편이었다. 여기에 라데츠키가 이끄는 오스트리아군의 베네치아, 롬바르디아 출신 병사들은 대부분 군에 충성을 유지하며 오스트리아를 위해 적극적으로 싸웠다. 본토의 신병들은 굴리엘모 페페 장군이 지휘하는 병력 2,000명 규모의 교황령 경비대와 나폴리 부대에 합류하였는데, 이들은 신생 공화국들을 지원하기 위해 후퇴 명령을 따르지 않았다. 그러나 누겐트 휘하의 오스트리아군이 베로나로 진격하면서 조반니 두란도 장군이 피에몬테의 병력을 이끌고 방어하러 갔을 때, 베네치아는 소수의 의용군만 보낼 수 있었고, 나중에 안드레아 페라리 대령의 교황령 정규군이 합류했다. 이러한 움직임은 누겐트의 부대가 라데츠키 부대와 합류하여 베로나를 손쉽게 점령하면서 허사로 돌아갔다.

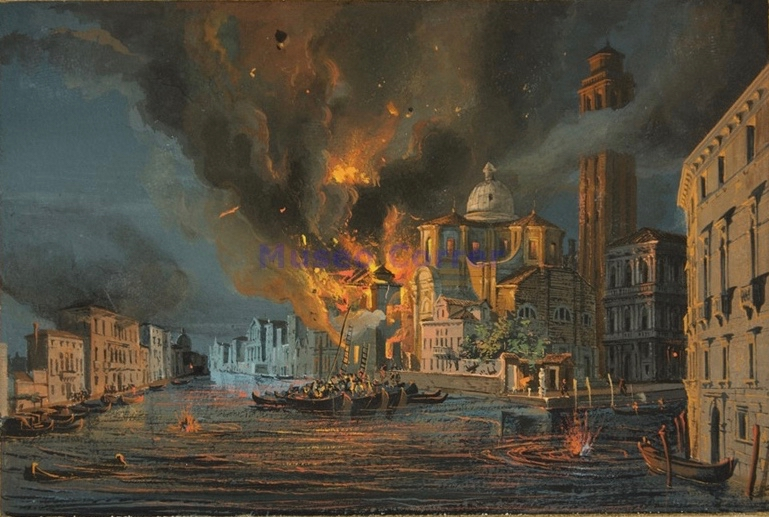
1849년 오스트리아군의 포격으로 불타는 베네치아의 산 제레미아 성당

한편 마닌은 카를로 알베르토 국왕의 심기를 거스를까 싶어 자신의 공화주의적 이상을 잠시 거두었다. 그러나 이러한 움직임은 겉으로도 드러났기에 별다른 성과로 이어지지는 않았다. 마닌은 피에몬테군과 교황군의 증원 병력에 의존하였지만, 1848년 혁명으로 유럽 곳곳의 군주국이 위기에 처하는 와중에 피에몬테 왕국으로서는 이웃국이 강력한 공화국으로 거듭나는 모습을 환영하지 않을 것이란 점, 교황 비오 9세도 국경과 접하는 사실상의 두 가톨릭 군주 사이에 벌어지는 전쟁을 계속 지지할 수는 없는 상황이란 점을 이해하지 못했다. 7월 29일 쿠스토차 전투에서 이탈리아군이 완패하자 카를로 알베르토 국왕은 밀라노를 포기했다. 라데츠키 원수는 점령에 앞서 밀라노 시민들에게 자유로운 통행을 제안하였고 밀라노 시민의 절반 인구가 도시를 떠났다.
1848년 7월 4일, 베네치아 의회는 마닌이 제안한 사르데냐 왕국으로의 편입 방안을 찬성 127 대 반대 6으로 승인했다. 이는 겨우 한 달만 지속되었는데, 8월 9일 카를로 알베르토 국왕이 오스트리아 측과 휴전협정을 맺으면서 피에몬테 왕국의 국경을 티치노강을 기준으로 복원하기로 합의했기 때문이다. 동시에 피에몬테 해군은 베네치아의 지원을 포기했다.
10월 초 주세페 마치니의 추종자들은 공화주의를 지지하는 대규모 시위를 조직하였으며, 프랑스 제2공화국의 원조를 통해 베네치아를 이탈리아 해방의 중심지로 만들고, 가리발디로 하여금 오스트리아에 대항하는 성전을 진취시키고자 하였다. 그러나 마닌은 카를로 알베르토 국왕의 심기를 거스르지 않도록 마치니의 시위 계획을 저지하였다. 1848년 10월 12일 피에몬테 왕국 수도 토리노에서 '연방 의회'가 소집되는 것을 계기로 피에몬테 총리 빈첸초 조베르티는 산마르코 공화국에 대표를 보내달라고 초청장을 보내왔으나 베네치아 측은 거절하였다. 당시 베네치아 혁명 당국이 피에몬테 왕국의 대오스트리아 선전포고에 반응한 것으로 현실파악을 하지 못했음을 알 수 있다. 이후 베네치아 의회는 2주간 휴회에 들어갔다.

### 오스트리아 통치로 복귀

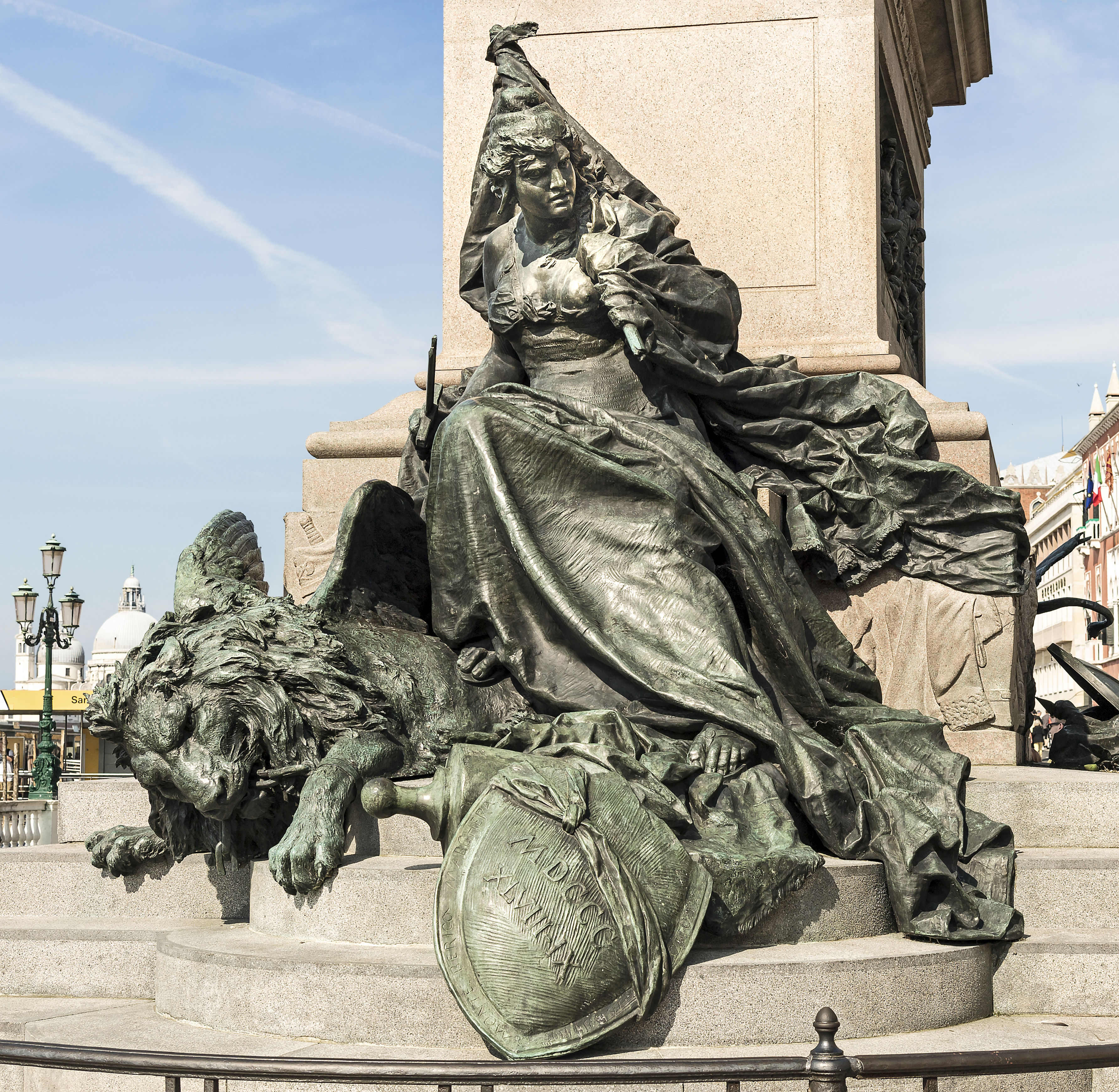
베네치아 리바 델리 스키아보니에 위치한 에토레 페라리 (1848년-1929년)의 1887년 비토리오 에마누엘레 2세 기념비 청동 기마상. 이 기마상의 세부 조각은 1848년~1849년 혁명이 실패로 돌아가고 사슬에 묶인 베네치아를 묘사하였다. 그 옆에는 사슬에 묶인 산마르코의 사자상이 있다.

1849년 3월 23일 노바라 전투에서 이탈리아군이 참패하면서 오스트리아로부터 독립하려던 이탈리아의 혁명세력은 사망선고를 맞이하였다. 피에몬테 지역까지 점령되는 것을 피하려던 국왕 카를로 알베르토는 아들 비토리오 에마누엘레 2세에게 왕위를 넘겨주고 퇴위하였는데, 오스트리아는 조약을 통해 베네치아 수역에서 사르데냐 해군을 완전히 철수시킬 것을 요구했다. 1849년 4월 2일 마닌은 베네치아 의회에서 계속해서 투쟁할 것을 연설하였고 베네치아 의회는 오스트리아의 봉쇄작전에도 불구하고 이를 따르자는 결의안을 통과시켰다. 1849년 5월 4일 오스트리아의 라데츠키 원수는 나폴리 지휘관 지로라모 울로아 휘하 병력 2500명이 지키는 베네치아 마르게라 요새를 향해 공격에 나섰다. 베네치아시를 향한 포격도 동시에 시작되었고 이후 3주 동안 약 60,000발의 포탄이 베네치아 시가지를 향해 발사되었다. 계속해서 버티던 마르게라 요새는 5월 26일 울로아가 철수를 명령하였으나 라데츠키의 항복 권유는 거절당했다.
1849년 8월 베네치아에 기근과 콜레라가 만연한 가운데, 마닌은 베네치아 의회에 항복을 의결할 것을 제안하고, 항전을 이어나갈 경우 사퇴할 것이라 압박했다. 그러나 베네치아 의회 역시 항복에 동의하고, 8월 22일 합의 끝에 마닌 대통령에게 항복 조건을 모색할 권한을 부여하였다. 8월 27일 라데츠키가 이끄는 오스트리아군이 베네치아 시내에 진입하면서 베네치아는 오스트리아 제국에 완전히 항복하였다. 이로써 베네치아는 전쟁 이전으로 되돌아갔으며 마닌은 일가족과 동료 혁명가 39명과 함께 이탈리아를 탈출하여 망명길에 올랐다. 마닌의 아내는 파리로 떠난 지 몇 시간 만에 콜레라로 사망했다.

## 국가원수
17개월이라는 짧은 존속기간 동안 실질적으로 나라를 통치한 것은 다니엘레 마닌이었지만 명목상의 국가원수는 다음과 같았다.
| 취임       | 퇴임       | 인물                            | 직위            |
| ---------- | ---------- | ------------------------------- | --------------- |
| 1848년 3월 | 1848년 3월 | 조반니 프란체스코 아베사니      | 임시정부 대통령 |
| 1848년 3월 | 1848년 7월 | 다니엘레 마닌                   | 행정수반        |
| 1848년 7월 | 1848년 8월 | 야코포 카스텔리                 | 임시정부 대통령 |
| 1848년 8월 | 1848년 8월 | 다니엘레 마닌                   | 독재관          |
| 1848년 8월 | 1849년 3월 | 다니엘레 마닌                   | 삼두정          |
| 1848년 8월 | 1849년 3월 | 레오네 그라치아니               | 삼두정          |
| 1848년 8월 | 1849년 3월 | 조반니 바티스타 카베달리스 장군 | 삼두정          |
| 1849년 3월 | 1849년 8월 | 다니엘레 마닌                   | 행정부 대통령   |

## 같이 보기
- 1848년 이탈리아 혁명
- 토스카나 공화국 (1849년)
- 로마 공화국 (1849년~1850년)